# Bürgerspitalkirche (Gmunden)

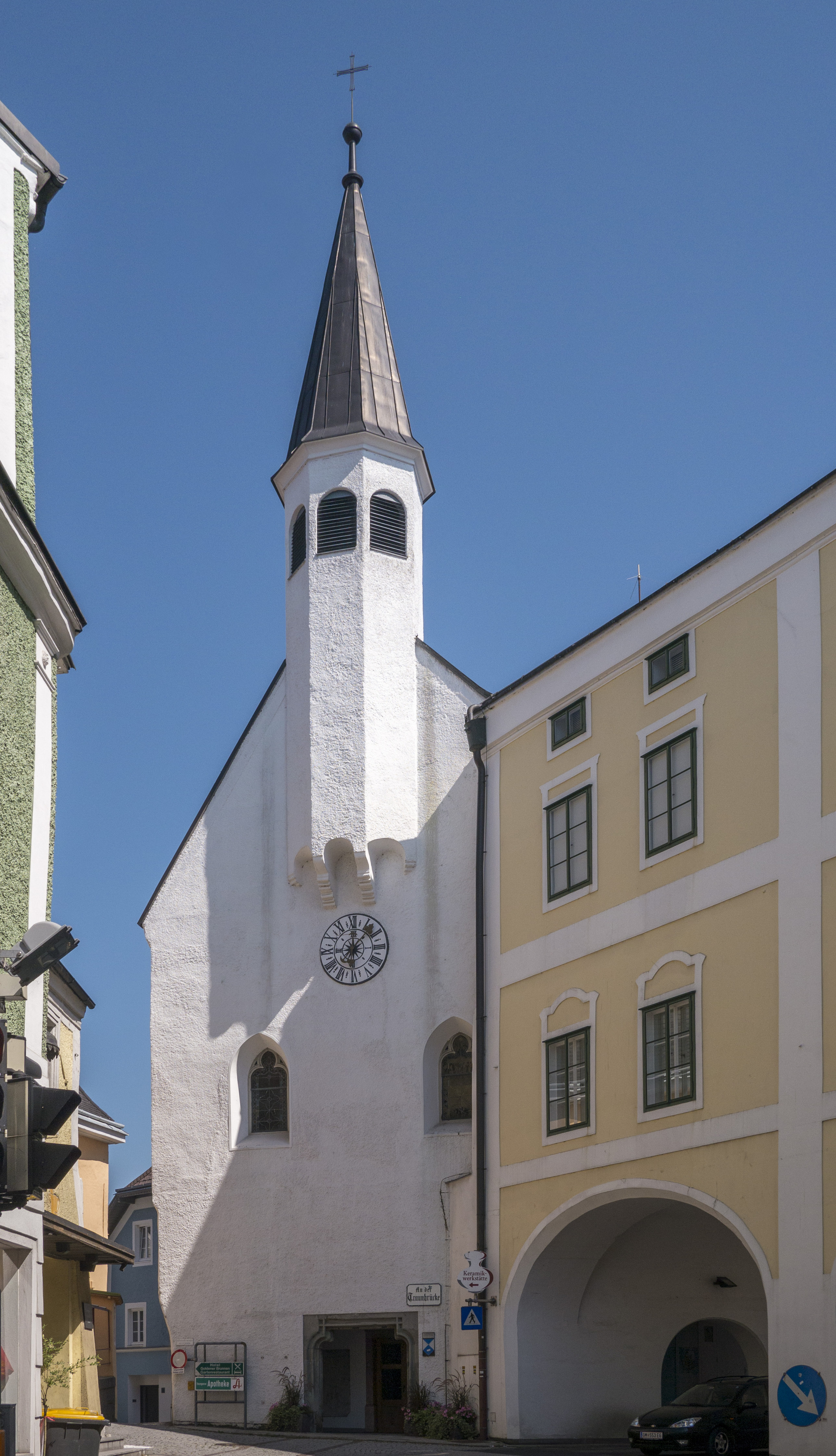
Bürgerspitalkirche Gmunden am Trauntor

Die Bürgerspitalkirche Gmunden steht in der oberösterreichischen Stadtgemeinde Gmunden im Bezirk Gmunden. Die Kirche wurde um 1340 errichtet. Die Kirche steht im Pfarrsprengel der römisch-katholischen Pfarrkirche Gmunden im Dekanat Gmunden der Diözese Linz.
Die Bürgerspitalkirche ist auf den hl. Jakobus den Älteren geweiht. Sie steht als Spitalkirche hl. Jakob unter Denkmalschutz.

## Geschichte
Die Bürgerspitalkirche wird 1343 anlässlich einer Messstiftung als neulich erbaut erwähnt. Sie wird teilweise als älteste Kirche von Gmunden bezeichnet, in anderen Quellen aber auch als zweitälteste Kirche.
Die Gmundner Bürger gründeten das Bürgerspital bzw. die Bürgerspitalstiftung zur Versorgung von Armen, Kranken, Waisen und Witwen. Das zugehörige Gotteshaus wurde am Trauntor errichtet. Die Finanzierung des Bürgerspitals erfolgte durch Geld, Naturalien und durch Zuwendung von Grundstücken. Mit der Zeit wurde das Spital innerhalb und außerhalb der Stadtmauern von Gmunden Eigentümer von Grund und Boden.
Die unmittelbar neben dem Kammerhof Gmunden gelegene Kirche war auch das Gotteshaus des kaiserlichen Salzamtes. Ab dem 15. Jahrhundert fanden gottesdienstliche Handlungen (Trauungen, Taufen, Begräbnisse) für die Salzamtspersonen statt.
1623 erhielt die Kirche einen Zwiebelturm, 1627 wurde sie umfangreich renoviert. Das Bürgerspital wurde 1789 aufgelassen. Die Stadt Gmunden übernahm um das Jahr 1800 die Verwaltung des Bürgerspitals, daher ist auch die Spitalskirche seitdem in Gemeindebesitz.
1899 erhielt die Kirche statt des Zwiebelturms wieder einen Spitzturm. Zwischen 1890 und 1902 erfolgte eine Regotisierung. Durch die Umbauarbeiten bzw. dem Durchbruch beim Trauntor, es wurde 1963–1966 ein zweites Tor eingebaut, wurde die Bürgerspitalkirche stark in Mitleidenschaft gezogen. Weitere Sanierungen gab es in den Jahren 1977 und 2007.

## Architektur
Die um 1340 von einem unbekannten Baumeister errichtete Bürgerspitalkirche Gmunden ist einschiffig mit einem zweijochigem Langhaus und einem übergangslosen 5⁄8-Chor. Die Kirche ist kreuzrippengewölbt.

## Ausstattung
Im Mittelfeld des Hochaltares befinden sich die hll. Jakobus, Karl Borromäus, Franz Xaver und Georg. An den Flanken befinden sich die hll. Barbara und Agnes. An Statuen beim Altar sind lebensgroße Abbildungen der Apostel Petrus und Paulus zu nennen. In der Kirche befinden sich mehrere Wappensteine.
An der linken Wand steht der Marienaltar, an der rechten Wand der Josefsaltar. Ein Kreuzweg mit 12 Stationen ist vorhanden. Seit 2002 gibt es wieder einen Durchgang in das Kammerhofgebäude.